# 三納
三納（さんのう）は、石川県野々市市の字の1つ。現行行政地名は三納一丁目から三納三丁目。郵便番号は921-8825。

## 概要
旧富奥村の大字であることから富奥地区（他には本町地区、押野地区、郷地区）に分類される。公的施設として野々市市役所、野々市市保健センター、教育施設として野々市中学校がある。
中南部土地区画整理事業として区画整理が行われ、野々市中央通りが開通し商業施設が多数出店している。

## 歴史
- 1889年（明治22年）4月1日 - 周辺13か村との合併による富奥村発足により石川郡富奥村字三納となる。
- 1955年（昭和30年）4月1日 - 野々市町と富奥村の合併により石川郡野々市町字三納となる。
- 1974年（昭和49年）12月1日 - 野々市中学校が本町地区より移転する。
- 2005年（平成17年）1月1日 - 野々市町役場が本町地区より移転する。
- 2011年（平成23年）11月11日 - 野々市町の市制施行により野々市市三納一丁目、二丁目、三丁目となる[4]。

## 世帯数と人口
2018年（平成30年）3月31日現在の世帯数と人口は以下の通りである。
| 丁目               | 世帯数  | 人口  |
| ------------------ | ------- | ----- |
| 三納一丁目・二丁目 | 178世帯 | 412人 |
| 三納三丁目         | 250世帯 | 525人 |
| 計                 | 428世帯 | 937人 |

## 小・中学校の学区
市立小・中学校に通う場合、学区は以下の通りとなる。
| 丁目       | 番・番地等 | 小学校                 | 中学校                 |
| ---------- | ---------- | ---------------------- | ---------------------- |
| 三納一丁目 | 全域       | 野々市市立野々市小学校 | 野々市市立野々市中学校 |
| 三納二丁目 | 全域       | 野々市市立野々市小学校 | 野々市市立野々市中学校 |
| 三納三丁目 | 全域       | 野々市市立野々市小学校 | 野々市市立野々市中学校 |

## バス路線
野々市市役所発着
- ののいちバス・のっティ、のんキー
- 北鉄金沢バス・44番野々市線

三納停留所発着
- 北鉄金沢バス・松任中奥線
- 加賀白山バス・中宮B線

## 道路
- 石川県道190号矢作松任線
- 野々市中央通り
- 公園つばき通り